# Canales romanos de Las Médulas

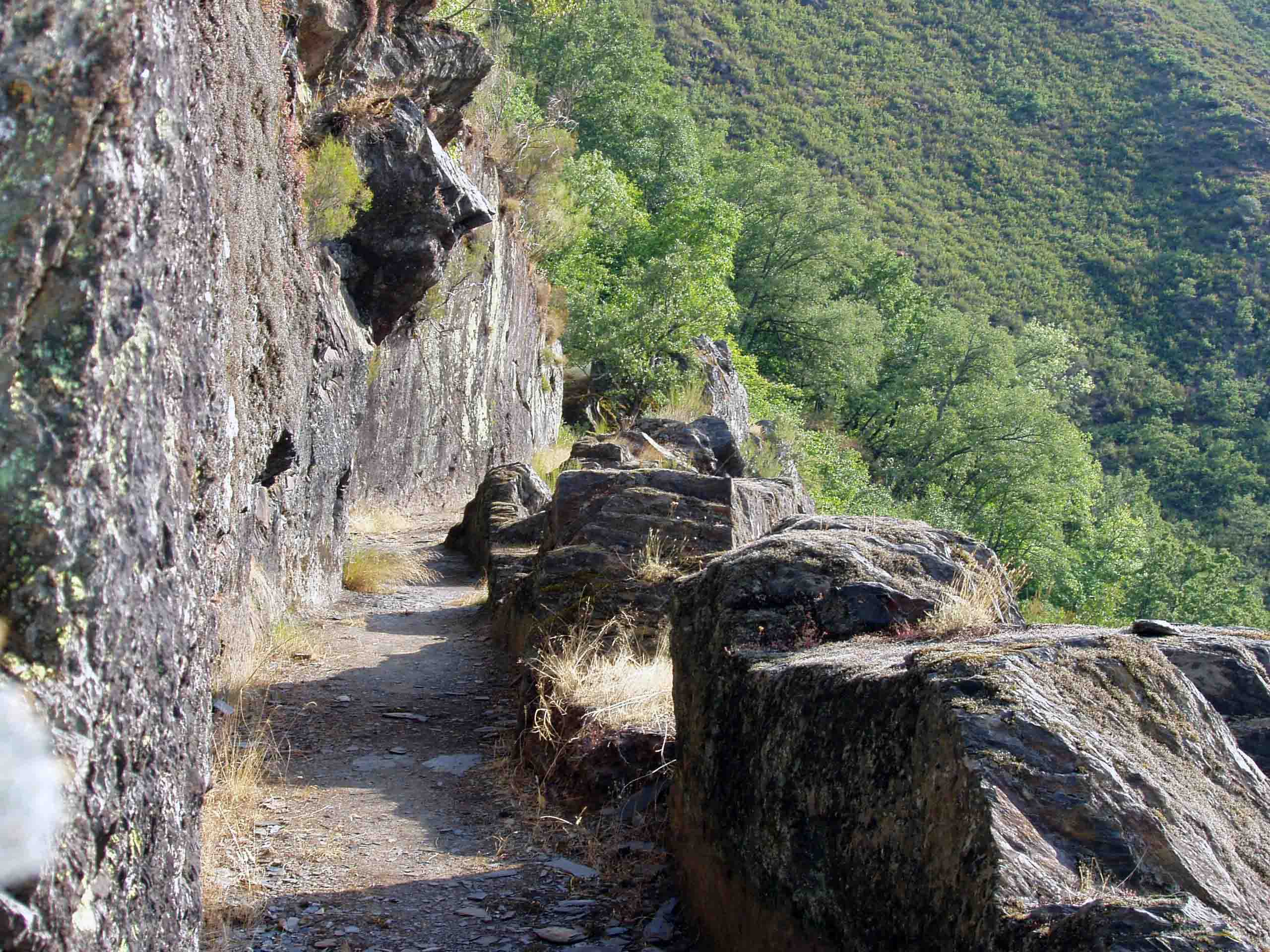
Restos de canal romano en Llamas de Cabrera

Los canales romanos de Las Médulas son un conjunto de conducciones de agua, de cerca de 600 km de longitud, que sirvieron para abastecer la explotación aurífera de Las Médulas (León, España). Se encuentran emplazados en la parte más occidental de los montes de León, y se utilizaron para captar el agua de los ríos Cabrera, Eria y Oza.

## Las Médulas

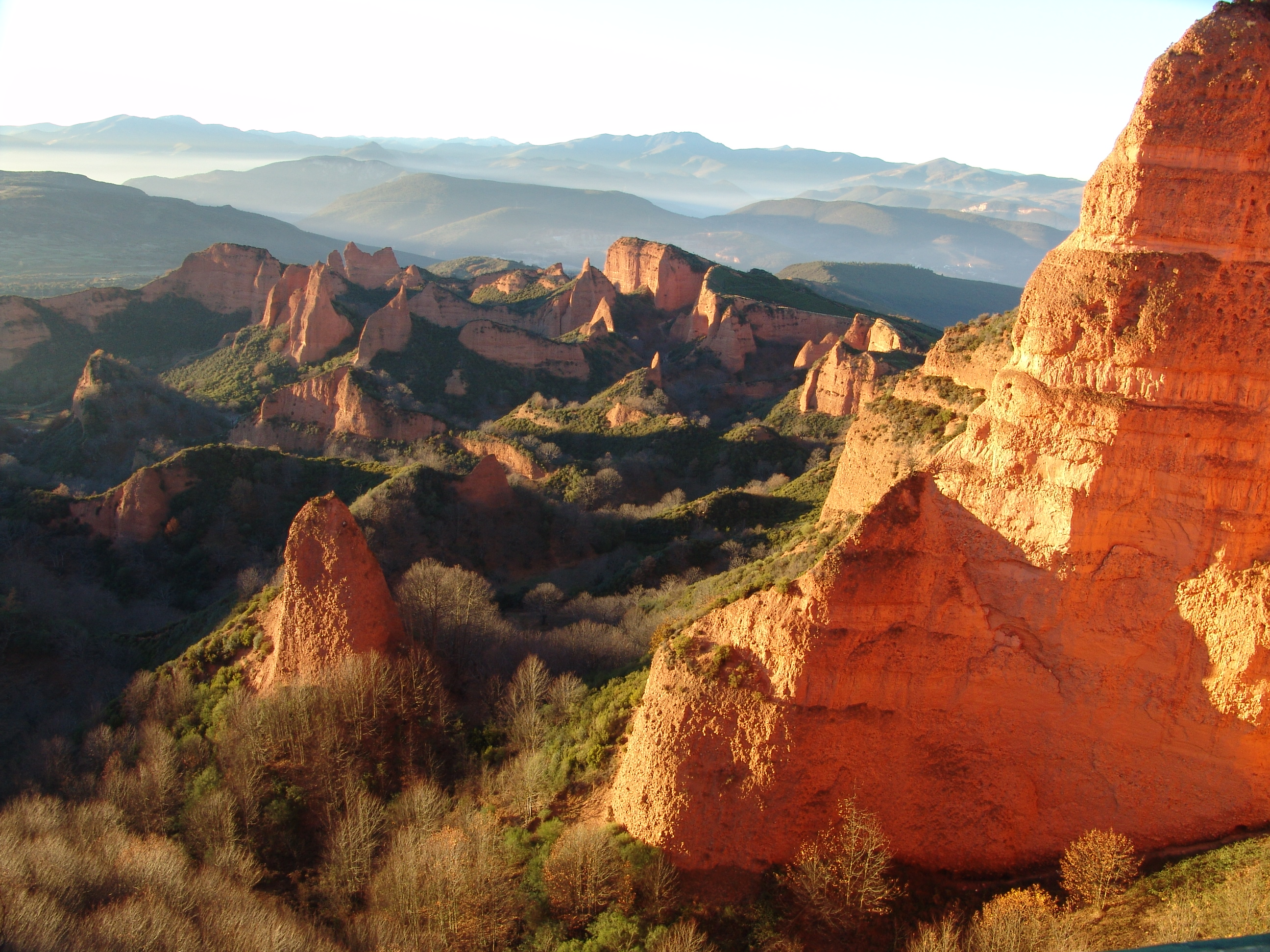
Panorámica de Las Médulas

Entre las técnicas de minería romana, la minería a cielo abierto fue utilizada ampliamente para la explotación de los filones metalíferos y de aluviones auríferos, y consistía en el arranque directo del mineral o rocas mineralizadas, sin precisar de medios de iluminación o grandes obras de desagüe —como ocurría en la minería subterránea—, y donde el uso del fuego y el agua para romper la roca era factible en todo momento. El principal aporte de Roma a este tipo de minería fue la utilización extensiva de la fuerza hidráulica para la explotación de los filones auríferos: el agua se utilizó tanto en el proceso de extracción y lavado como en la evacuación de estériles. Esto redujo las necesidades de mano de obra y alcanzó un nivel de movimiento de tierras que no llegó a ser superado hasta el siglo XIX.
Esta minería a cielo abierto tuvo su ejemplo más representativo en la mina de Las Médulas, donde fueron removidos cientos de millones de toneladas de aluviones auríferos en la búsqueda del metal. Debido a su posición topográfica, su explotación solo fue posible gracias a la construcción de una red hidráulica, que alcanza los 600 km, que garantizase el suministro adecuado para un correcto funcionamiento de los métodos de minería hidráulica. El método de explotación, conocido como ruina montium, dejó unos característicos barrancos de más de 100 metros de altura.

## Red hidráulica
Las Médulas contaba, como red de abastecimiento, con dos canales en la vertiente norte de los Montes Aquilianos y con seis canales en la vertiente sur de los mismos. En la red septentrional se captaba el agua del río Oza a través de dos canales que se utilizaron tanto al inicio de la explotación (CN-1) como en el periodo final (CN-2). Por su parte, en la red meridional se captaba del río Cabrera a través de tres canales, uno en Odollo (C-0), otro en Encinedo (C-1) y otro (C-3), el más largo con 143 km, en La Baña. El cuarto canal (C-4) captaba el agua del río Eria en el barrio de Pedrosa de Corporales, trasvasando el agua de esa cuenca a la del Cabrera a través del puerto de Peña Aguda. Un quinto canal (C-5) aportaba agua al depósito de Campo de Braña, donde también confluyen el CN-2 y el C-4, aprovechando el caudal de distintos arroyos interceptados a lo largo de su trazado. Con relación a los canales, Plinio el Viejo hace la siguiente descripción:

Hay después otro trabajo igual, o de mayor coste. Y es traer, para lavar esta ruina, ríos desde lo alto de los montes, muchas veces a cien millas de distancia. Y creo que se llaman arroyos, de aquella obra de arroyar, y cierto que este es grande trabajo. Conviene nivelar bien la corriente para que corra cuando se eche el agua, que se trae de partes altísimas. Los valles e intervalos de quiebras se juntan con canales puestos sobre puentes. En otras partes se perfora la peña viva por donde no hay camino y se excavan asientos para las vigas. Aquel que las pica está colgado con sogas, de suerte que el que lo ve desde lejos piensa que es alguna feroz especie de aves. Estos, estando pendientes y colgados en el aire, nivelan, fijan y señalan las líneas para el camino, de suerte que no hay lugar para que el hombre pueda fijar las plantas. Colgados en el aire los obreros, como demonios, prueban con las manos la tierra para conocer su cualidad. Hay un tipo de tierra que llaman urión, del que huyen guiando los conductos por pedernales y piedras. En lo alto y cabeza de los despeñaderos por donde ha de caer el agua, en las cumbres de los montes cavan unas piscinas o estanques de doscientos pies de ancho hacia todas partes y de diez de hondo, dejando en ellos cinco desaguaderos cuadrados de tres pies. Una vez lleno el estanque se quitan las compuertas que lo cierran y sale el agua con gran ímpetu, arrastrando y llevándose las piedras.
Plinio, NH, 33, 74-75

### Construcción
Los canales se realizaron mediante excavación con herramientas manuales, empezando por las zonas de descarga y terminando en las zonas de captación; igualmente, las etapas de su construcción fueron ascendentes, siendo los canales más antiguos los más bajos. Los terrenos son rocosos y escarpados, con pendientes superiores a 15-20°, lo que obligó a construir aterrazamientos a base de bancales de mampostería, que en algunos casos alcanzaron alturas de más de cinco metros. La anchura de la caja oscila entre 1,20 y 1,60 m, con anchuras parciales, en alguna ocasión, de 0,90 o 1,80 m. El muro de cierre se ha perdido en la mayoría de los casos, excepto cuando el canal atraviesa roca viva por ambos lados. Para superar los crestones de cuarcitas, se perforaron algunos túneles para reducir la longitud de esos tramos; principalmente se concentran en el entorno de Llamas de Cabrera (Valle Airoso – Ermita Virgen del Valle), donde se documentan ocho túneles, cuya longitud es en general inferior a los diez metros, y en cuya construcción se combinaron la acción del fuego y del agua para fragmentar la roca. Debido a la acción erosiva del agua, todas las presas de derivación realizadas en las captaciones de los ríos y los pasos por arroyos han desaparecido. Respecto a la altura de la lámina de agua que transportaban los canales, las evidencias conservadas indican que estaba limitada constructivamente a un máximo de 0,70-0,80 m, por lo que la lámina de agua habitual rondaría los 0,50-0,60 m.
Como forma de resumir la envergadura del trabajo necesario para su construcción, se puede calcular el volumen de materiales que fue necesario remover manualmente. Teniendo en cuenta el espacio ocupado por los canales, multiplicado por el total de metros de recorrido, el cálculo (2925 m2 x 600 000 m) arroja la cantidad de 1,75 millones de m3 de materiales rocosos utilizados o directamente excavados para la construcción de la red hidráulica.

### Nivelación
Una de las características de los canales es la suave pendiente de su trazado. Está constatada la realización de un trazado previo del recorrido de los canales, cuya nivelación requirió la aplicación de técnicas topográficas de precisión, con instrumentos como el nivel de agua, dioptra, groma o chorobate. Las pendientes más bajas corresponden a los canales inferiores, que parten del 0,0015 (0,15%), llegando hasta el 0,004 (0,4%) del canal más alto. La pendiente media del trazado de cada canal es constante, salvo en determinados tramos donde hay un incremento intencionado para salvar un obstáculo o mejorar el abastecimiento. De entre todos los canales, destaca la nivelación del C-3, que se mantiene prácticamente constante en 0,0021 (0,21%) durante los 143 km de su recorrido.

### Trazado

#### Red hidráulica septentrional
Canales CN-1 y CN-2

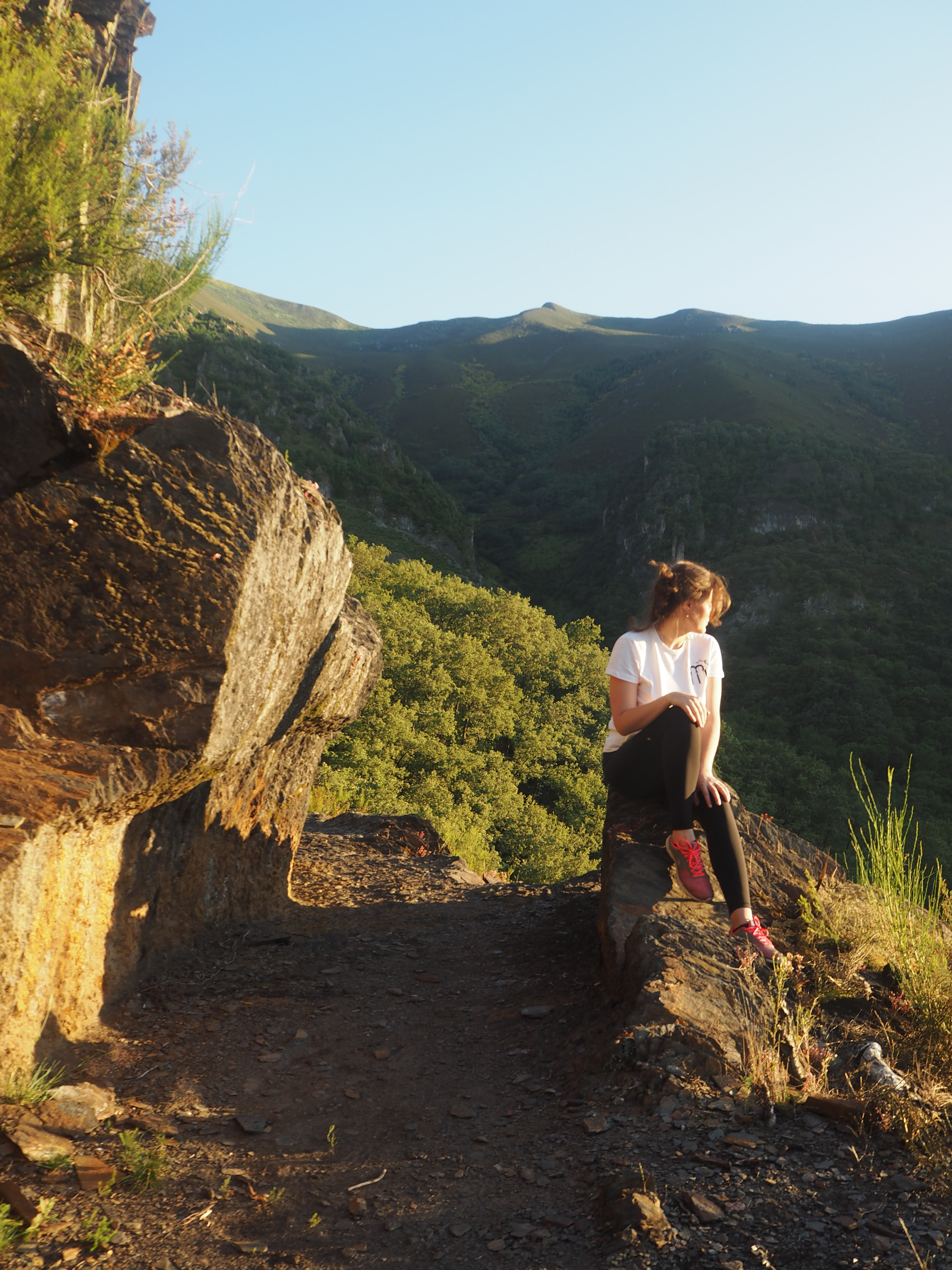
Restos del canal romano CN-2 entre Peñalba de Santiago y Montes de Valdueza

Ambos canales (CN-1: 71,7 km y 0,0018 de pendiente media, y CN-2: 51,7 km y 0,0028 de pendiente media) tienen su captación en los alrededores de Peñalba de Santiago; el CN-1 captaba el agua del río Oza para llevarlo a los depósitos de La Frisga en Orellán (cota 810 m), interviniendo en las fases iniciales de la explotación, mientras que el CN-2, que también captaba el agua del Oza, transportaba su caudal al depósito de Campo de Braña, en la cota más alta de abastecimiento de Las Médulas (cota 978 m). Su tramo final presenta un aumento intencionado de la pendiente para superar las calizas de los valles del Silencio y del Aro, ya que se encuentran karstificadas y el agua se sumerge a su paso. También se ha constatado un tercer canal (CN-1bis) que, con 19,3 km de recorrido y una pendiente media de 0,0015, captaba las aguas del arroyo de Ferradillo en Villavieja y las llevaba a la zona central de la explotación (cota 880 m).
La capacidad hídrica del río Oza, de cara a la explotación de Las Médulas, era muy limitada, de ahí la existencia de solo tres canales en la vertiente septentrional. Vinculadas a su trazado se encuentran las poblaciones de Peñalba de Santiago, Montes de Valdueza, San Adrián de Valdueza, Santa Lucía, Villavieja, Paradela de Muces y Voces. Se trata de los canales más deteriorados y ocultos debido a situarse en ladera norte, la abundancia de calizas y pizarras replegadas y la actividad agrícola en los núcleos más próximos; como excepción, en el entorno del valle del Silencio y Montes de Valdueza aún se conservan interesantes restos y se pueden recorrer algunos tramos, convertidos en caminos —carriles—.

#### Red hidráulica meridional
Canal C-0

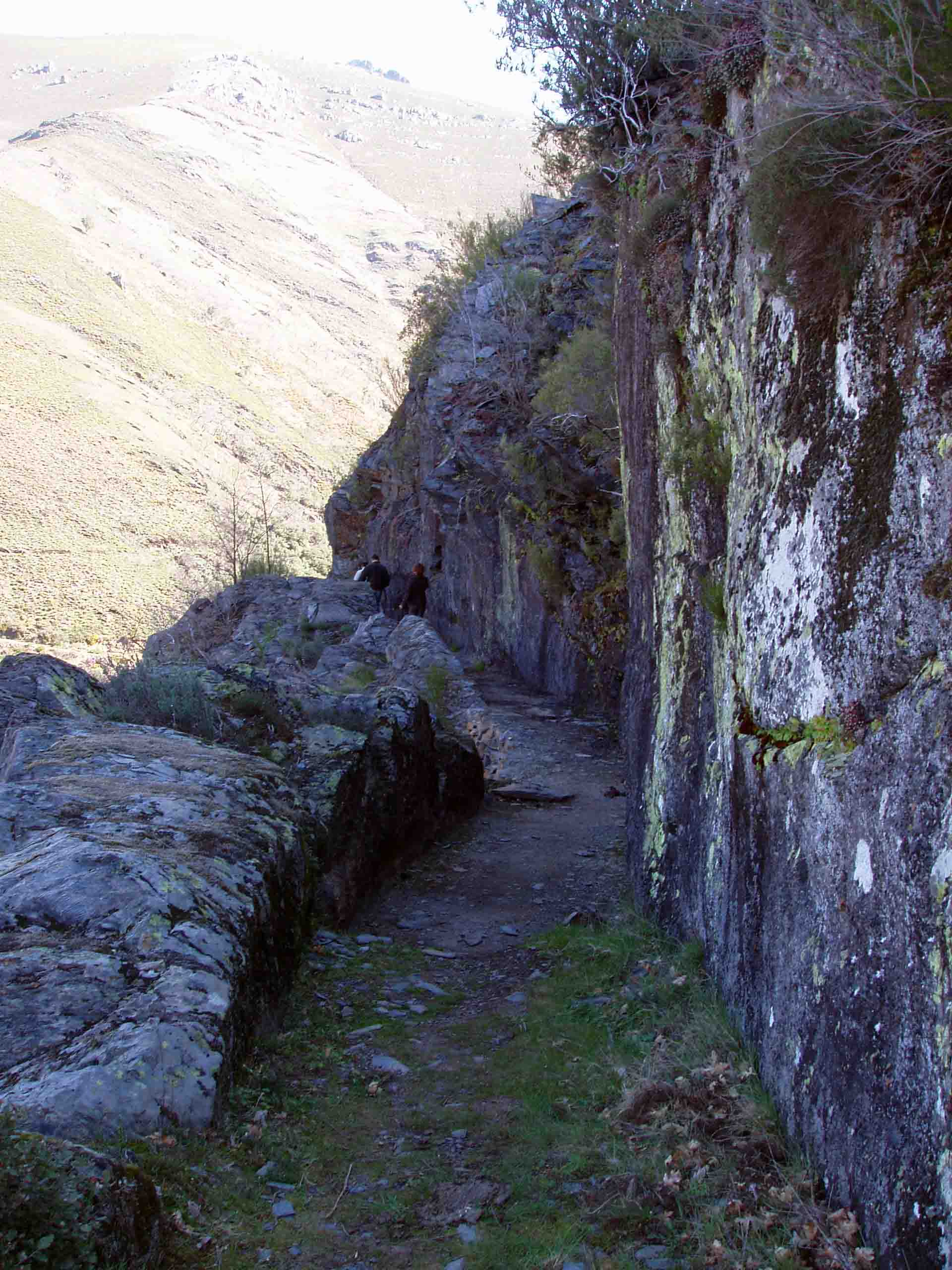
Restos de canal romano en Llamas de Cabrera

Su captación se encuentra en el río Cabrera, en los alrededores de Odollo, y a lo largo de sus 45 km de longitud, y con una pendiente media de 0,0018, discurre por las explotaciones de El Miédalo y Santalavilla hasta llegar a Yeres y al barranco de La Balouta, donde se pierde su trazado. Debió utilizarse en la explotación del sector de Las Médulas ubicado por encima de Carucedo. Se trataría de uno de los primeros canales —sino el primero— que aportaron agua para la explotación, aunque por un corto periodo de tiempo debido a su cota tan baja.
Canal C-1
Capta las aguas del río Cabrera en las cercanías de Losadilla, y tras un recorrido de 95 km, con una pendiente de 0,0015, llega a Las Médulas por encima de Yeres, a la cota 780 m. Junto con el canal CN-1, conforma el abastecimiento principal de la primera fase de explotación. En él destacan dos inscripciones localizadas en el valle Airoso, en Llamas de Cabrera, y los dos túneles que se conservan en la misma zona, uno de desagüe, de unos 15 m, y otro para perforar un crestón de cuarcita. Junto a la ermita de la Virgen del Valle, también en Llamas de Cabrera, hay otros dos túneles para atravesar crestones de cuarcita, uno de 13 m de longitud.
Canal C-2
Con 35 km de longitud y una pendiente media de 0,0014, discurre solamente desde la localidad de Llamas de Cabrera, por lo que solo pudo aportar el agua de los arroyos de ladera situados entre Las Médulas y el arroyo de Valdecorrales. Si bien en un primer momento, debido a esta interrupción, se pensaba que su construcción se abandonó intencionadamente para hacer frente a las nuevas necesidades de abastecimiento, el posible paralelismo entre este canal y los canales C-5 y CN-1bis ha llevado a pensar que el C-2 también tenía una función de aporte suplementario para los terrenos explotados por canales inferiores, en este caso el C-1. La llegada a Las Médulas se produce unos metros por debajo de Las Medulillas de Yeres.
Canal C-3
Capta las aguas del río Cabrera junto al lago de La Baña y con 143 km de longitud es el canal más largo de los que abastecen Las Médulas —y segunda conducción de agua más larga de la antigüedad, por debajo de los 246 km del acueducto de Estambul—. Antes de llegar a Las Médulas, a su paso por el arroyo de Rozana en Pombriego se desdobla en dos otros canales auxiliares de 10 km de longitud (C-3A y C-3B) que sirvieron para ampliar los frentes de trabajo en la explotación. En su trazado, que presenta una pendiente media de 0,0021, se encuentran tres túneles situados antes de cruzar el arroyo de Valdecorrales, en Llamas de Cabrera, con objeto de atravesar un crestón de cuarcita.
Canal C-4
Junto con el CN-2 ocupa la posición de abastecimiento más alta para la explotación, que se encuentra en el depósito de Campo de Braña, a 978 m. Discurre casi paralelo al C-3 hasta el río Cabo, donde se incrementa su pendiente para alcanzar el puerto de Peña Aguda (1250 m), cruzando desde la cuenca del Sil hacia la cuenca del Duero y así captar las aguas del río Eria en el barrio de Pedrosa, en Corporales, a 1260 m. En su trazado, de 81 km de longitud y pendiente media de 0,0033, se encuentra un túnel de unos 10 m, en Llamas de Cabrera, que atraviesa un crestón de cuarcita al cruzar el arroyo de Valdecorrales.
Canal C-5
Tiene su captación en el arroyo de la Sierra, entre Llamas de Cabrera y Odollo, y su propósito era abastecer el depósito de Campo de Braña. En su trazado, de 41 km y una pendiente media de 0,0044, presenta un incremento de pendiente al atravesar el valle Airoso para esquivar un tramo de cuarcitas y dos bajantes escalonadas desde la cota 1100 m, tras pasar el arroyo de Rozana en Pombriego, hasta la cota 978 m del depósito de Campo de Braña.